# Van Wert
Van Wert ist eine City in und County Seat von Van Wert County im Bundesstaat Ohio in den Vereinigten Staaten. Das U.S. Census Bureau ermittelte bei der Volkszählung 2020 eine Einwohnerzahl von 11.092.
Der Ort ist nach Isaac Van Wart (1760–1828) benannt, einem Helden des Amerikanischen Unabhängigkeitskrieges.
In Van Wert erscheint die Tageszeitung The Times Bulletin. Der örtliche Radiosender WERT sendet überwiegend Oldies aus den 1960er- und 1970er-Jahren.

## Persönlichkeiten
- C. C. Pyle (1882–1939), Kinobesitzer und Sportmanager
- James Scott Kemper (1886–1981), Unternehmer, Politiker und Diplomat